# Amur
Amur (rusky Амур, čínsky znaky 黑龍江, mandžusky Sahaliyan Ula, mongolsky Хара-Мурэн) je řeka ve Východní Asii, která tvoří přirozenou hranici mezi Ruskem (Zabajkalský kraj, Amurská oblast, Židovská autonomní oblast) a ČLR (Vnitřní Mongolsko a Chej-lung-ťiang) a na dolním toku protéká jen Ruskem (Chabarovský kraj). V mongolštině a mandžuštině její jméno znamená Černá řeka a v čínštině řeka Černého draka. Povodí Amuru se rozkládá na území tří států Ruska, ČLR a Mongolska. Převládající část náleží Rusku. Velikostí povodí zaujímá Amur 4. místo v Rusku (po Jeniseji, Obu a Leně) a 10. místo na světě. Povodí se zvětšilo poté, co se na Arguň napojila řeka Cherlen odtékající z dříve bezodtokého jezera Chulun núr (na mapce není vyznačeno). Je 2 824 km dlouhý. Od pramenů zdrojnice řeky Arguň, jíž je čínská řeka Chaj-lar-che, je to 4400 km. Hydrografická síť Amuru zahrnuje 10 610 řek (z nich je 1 684 kratších než 10 km) a 61 426 jezer o rozloze 10 599 km² (včetně bezodtokých Torejských jezer). Povodí má rozlohu 1 855 000 km².

## Průběh toku
Amur vzniká soutokem řek Šilka a Arguň, přesněji za začátek byl stanoven východní konec ostrova Bezumnyj a ústí přes Amurský liman do Sachalinského zálivu Ochotského moře. Za ústí byla stanovena spojnice mysů Ozerpach a Pronge. Údolí řeky vzniklo především jako výsledek erozních procesů, jejichž směr byl určen tektonickou činností. Podle odlišností vzniku říčního údolí rozdělujeme řeku na tři úseky.
- Horní tok (délka 900 km) probíhá od soutoku zdrojnic do Blagověščensku, kde do Amuru ústí Zeja. Má převážně horský charakter. Nad přítokem Amu-er-che je údolí řeky zřetelná. Nevelké kotliny jsou spojené zúženými soutěskami mezi nimi. Svahy údolí jsou skalnaté, vysoké a rychlost toku řeky je velká. Zprava až k řece zasahují výběžky pohoří Velký Chingan. Níže řeka teče mezi Amursko-zejskou pahorkatinou a hřbetem Ilchuri Alin. Údolí řeky se rozšiřuje a objevují se rozvinuté meandry (např. Korsakovské krivuny dlouhé 45 km a široké 0,6 km).
- Střední tok (délka 1 000 km) probíhá od Blagověščensku (ústí Zeji) do Chabarovsku. Řeka nejprve teče podél sníženého okraje Zejsko-burejské nížiny a poté protíná hřbet Malý Chingan a vtéká do Středněamurské nížiny. Na tomto úseku Amur získává charakter rovinné řeky. Teče širokým údolím a koryto je lemováno nízkými bažinatými břehy. Na řece jsou mnohé mělčiny a ostrovy. Mezi nimi protékající ramena neboli průtoky, které se zde nazývají razboje. Rychlost proudu se snižuje. Výjimku tvoří 150 km dlouhý úsek, na kterém řeka protíná Malý Chingan, kde řeka protéká malebným kaňonem v jediném korytě a vytváří mohutný vodní tok. Na středním toku získává Amur hlavní vodní zdroje. Ústí zde do něj všechny hlavní přítoky zleva Zeja a Bureja a zprava Sungari a Ussuri.
- Dolní tok začíná u Chabarovsku. Řeka protéká širokým údolím napříč Dolnoamurskou nížinou. Koryto řeky se rozvětvuje na ramena a široký úval se vyznačuje velkým množstvím jezer. Jezera jsou spojená s Amurem průtoky. Největší jsou Boloň, Udyľ, Oreľ, Kizi. Na tomto úseku přijímá pouze jeden významný přítok, Amguň a to u samého ústí. Pod Nikolajevskem na Amuru začíná mělký Amurský liman dlouhý 48 km.

## Vodní stav

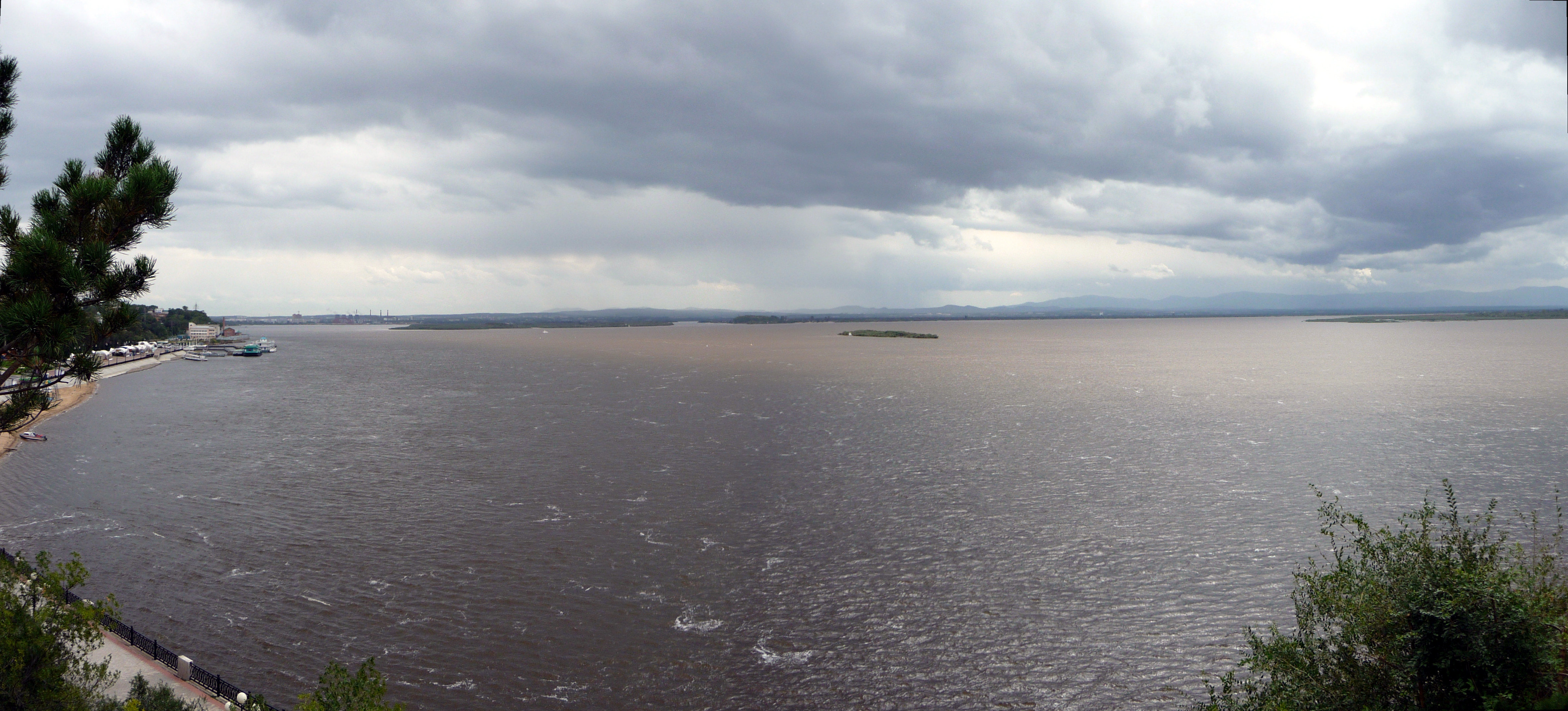
Soutok Amuru a Ussuri v Chabarovsku

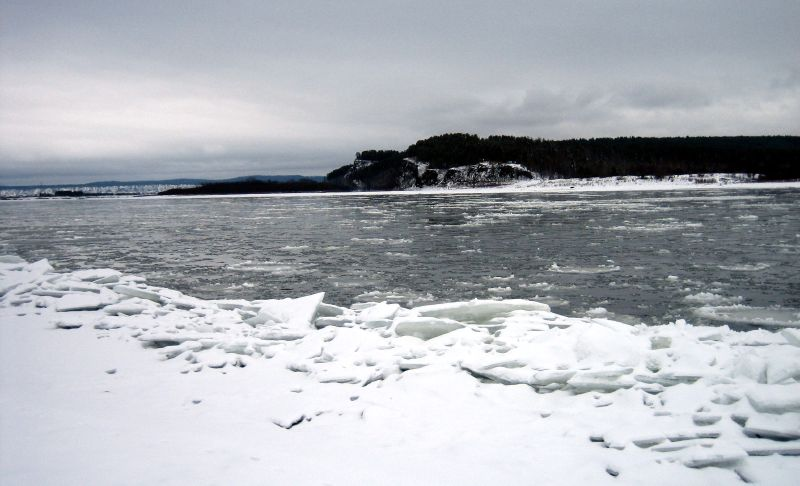
Led na Amuru

Hlavní část vody (přibližně ⅔) získává řeka díky letním a podzimním monzunovým dešťům. V zimě zde není mnoho sněhu a tak jeho tání na jaře způsobuje pouze málo výrazné zvýšení hladiny. Bezprostředně poté začínají právě letní monzuny. V dubnu stoupá voda díky tání sněhu v rovinách a v květnu díky tání sněhu na horách. Nejnižší úrovně hladiny dosahuje na konci zimy. Rozdíl výšky hladiny činí na horním a středním toku 10 až 15 m a na dolním toku 6 až 7 m. Za léto dochází ke 4 až 6 povodním. V ústí můžeme sledovat přílivové a odlivové kolísání úrovně hladiny, které dosahuje 1,5 až 2,6 m. Zamrzá nejprve horní tok na začátku listopadu a poté do konce listopadu dolní tok. Rozmrzání začíná na dolním toku na konci dubna a pokračuje až do začátku května na horním toku. Na jaře při tání vznikají ledové zátarasy, které způsobují zvednutí vodní hladiny až o 15 m. Jindy se při silných deštích rozlévá řeka na středním a dolním toku do šířky 10 až 25 km a takto široká je až 70 dní. Mohou tak být částečně zatopená velká města Blagověščensk a Chabarovsk. K velkým záplavám došlo v letech 1897, 1928, 1956. Průměrný roční odtok je 343 km³ (tzn. průtok 10 800 m³/s), u Chabarovsku 7 549 m³/s a u Pokrovky na začátku Amuru 868 m³/s.

## Využití

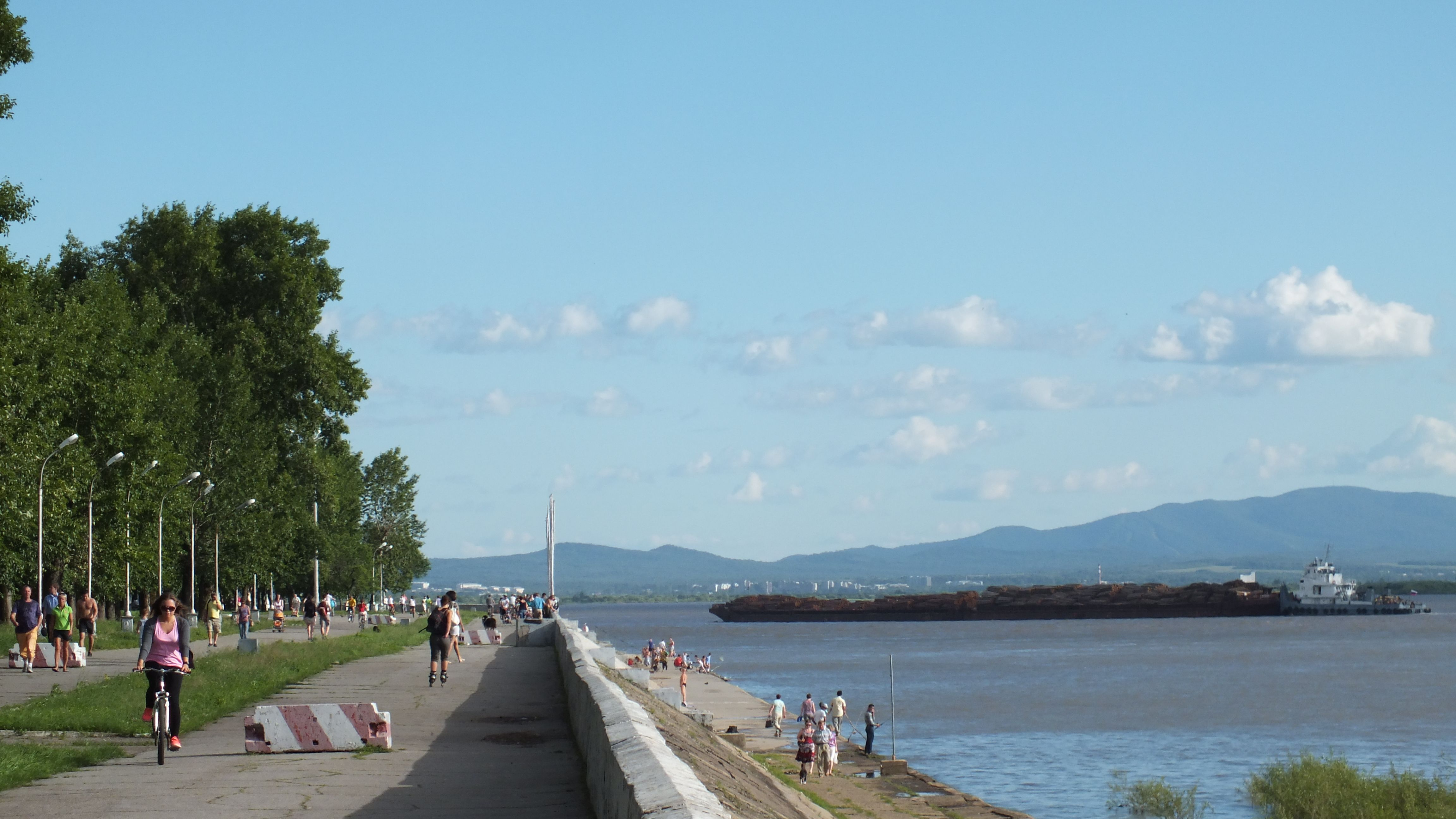
Lodní doprava na Amuru

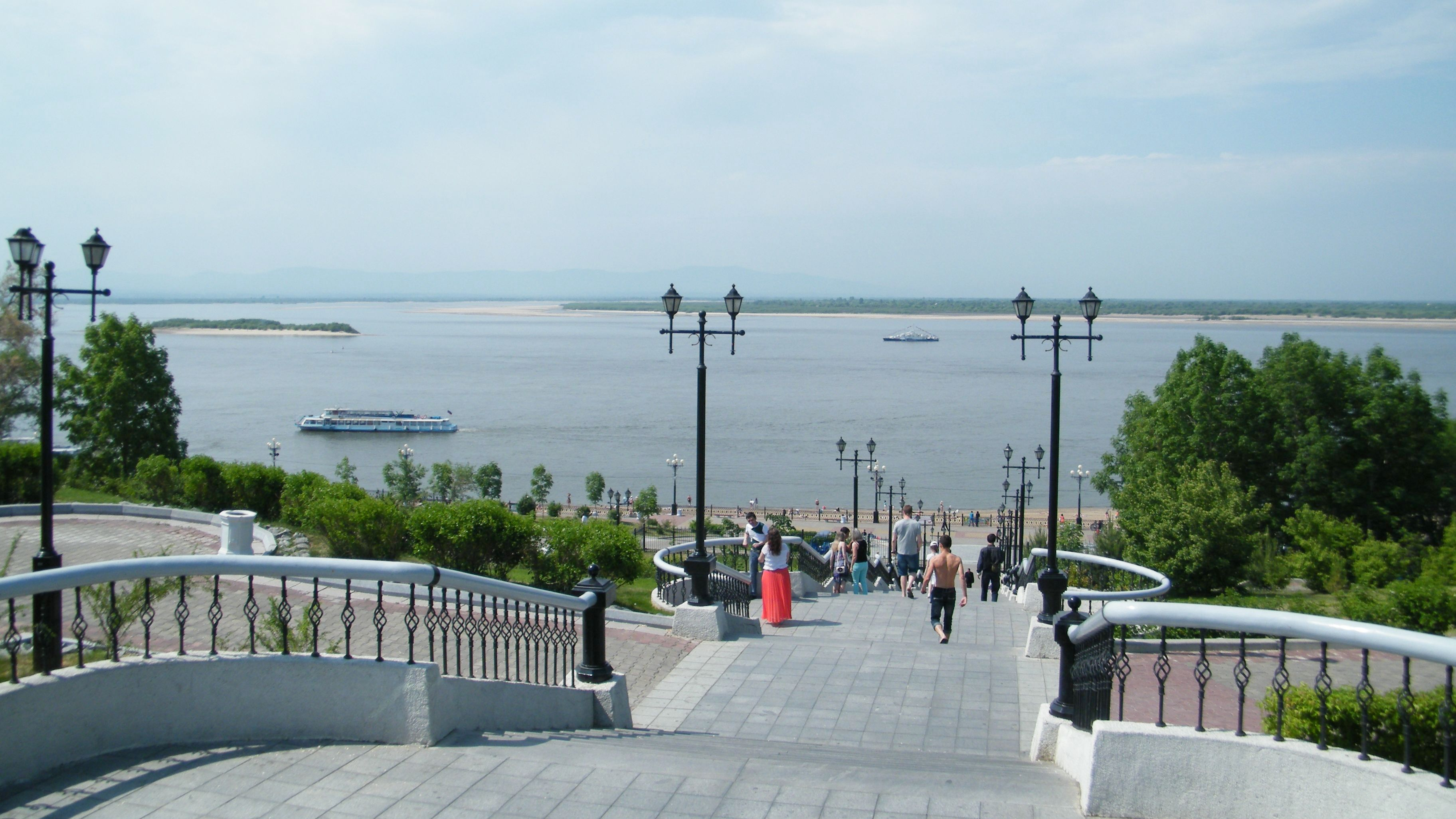
Chabarovsk na pravém břehu Amuru

Řeka je splavná po celé své délce a je nejdůležitější vodní cestou Dálného východu. V důsledku nestálosti jeho koryta, zvlášť na dolním toku, vyžaduje udržování splavnosti každoroční zemní práce. Denně unáší řeka 41 000 tun nánosů. Hlavní přístavy jsou Pokrovka, Blagověščensk, Leninskoe, Chabarovsk, Komsomolsk na Amuru, Nikolajevsk na Amuru (Rusko) a Chej-che (ČLR). Řeka má významné nevyužité hydroenergetické zdroje. Co se týká druhového zastoupení ryb, je jich zde nejvíce ze všech ruských řek (99 druhů). Nejvýznamnější pro průmyslové zpracování jsou lososovité (kety, gorbuše). Tah ryb je v létě i na podzim. Také se loví tolstolobci, vyzy, jelčíci, jeseteři.

## Historie
První Rusové se na Amuru objevili v roce 1644, když sem dorazila skupina kozáků pod vedením Vasilije Daniloviče Pojarkova z Jakutska přes Lenu, Aldan a Zeju. V letech 1649–1651 vykonal pochod podél Amuru a po Přiamuří Jerofej Pavlovič Chabarov. V letech 1849–1855 podrobně prozkoumal kapitán G. I. Něvelskij dolní tok řeky. Od let 1894–1896 začal systematický výzkum vodního režimu řeky. Byla zorganizována síť vodoměřících bodů a vykonána řada velkých expedic (1901–1909, 1927–1929, 1932, 1935–1936). V letech 1952–1958 provedla Akademie věd SSSR komplexní výzkum Amuru.
Na Amuru působí Amurská válečná flotila.

## Amur v pojmenováních
Amur je významná řeka a jako takový se stal zdrojem pro mnohá jména. Byla podle něj pojmenována Amurská oblast (federální subjekt Ruské federace) i hokejový klub Amur Chabarovsk. Stejně tak se promítla do pojmenování organismů žijících v jejím povodí. Jako původní oblast výskytu dala v českém jazyce jméno např. amurům či užovce amurské.